# 斯芬克斯山 (喬治王島)
62°11′S 58°27′W / 62.183°S 58.450°W

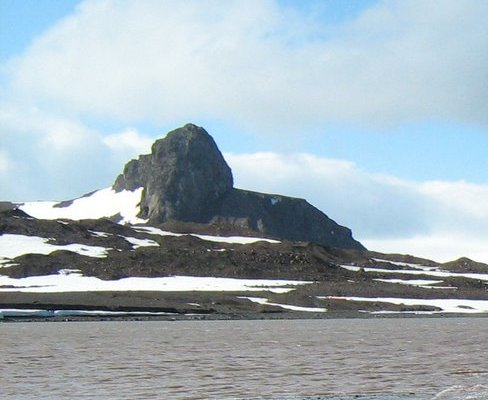

斯芬克斯山是南極洲的山峰，位於南設得蘭群島的喬治王島，處於德梅角西北面2.8公里，海拔高度145米，由讓-巴蒂斯特·夏古率領的法國探險隊繪入地圖。